# Museo del fútbol uruguayo
El Museo del fútbol uruguayo está ubicado en la zona del Parque Batlle en Montevideo, debajo de la Tribuna Olímpica del Estadio Centenario, el cual fue sede de la primera Copa del Mundo realizada en 1930. El 18 de julio de 1983 la FIFA lo declaró como Monumento Histórico del Fútbol Mundial.
La inauguración del museo se realizó el 15 de diciembre de 1975 y luego en diciembre de 2004 tuvo una remodelación. Para esta fecha se le agregó un ascensor panorámico a la Torre de los Homenajes. El 21 de julio de 1929 fue colocada la piedra fundacional del Estadio, la cual se encuentra debajo de la torre y también puede ser visitada. 
El Museo posee una gran colección de objetos recordatorios de los momentos más destacados del fútbol uruguayo y mundial. 
Este es administrado por la Comisión Administradora del Field Oficial (CAFO), la cual está compuesta por representantes de la AUF y por la Intendencia Municipal de Montevideo.

## Características

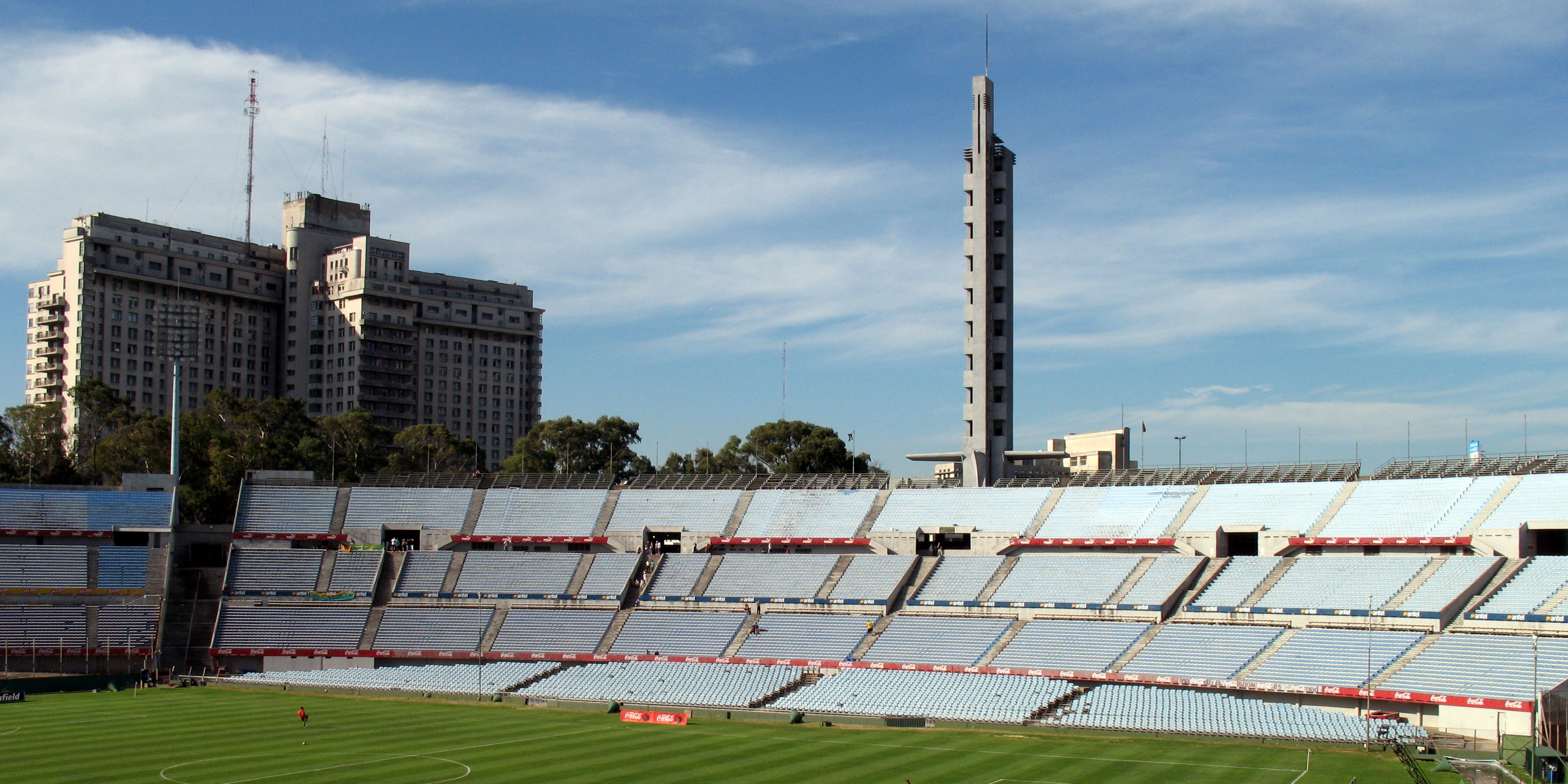
Tribuna Olímpica del Estadio Centenario, en donde se aloja el museo.

El museo posee dos plantas. En su planta alta se encuentra la sala de exposiciones permanentes, donde se exhiben todos los archivos de los títulos conseguidos por la Selección Uruguaya de Fútbol, el mobiliario utilizado en sus inicios en la Sala de Sesiones de la misma y material del fútbol internacional, además de imágenes documentales antiguas y actuales.
Dentro de los mobiliarios más antiguos que se pueden observar se encuentra el que fue utilizado el 16 de diciembre de 1916 por los directivos de Uruguay, Argentina, Brasil y Chile cuando se ratificó la creación de la Confederación Sudamericana de Fútbol (Conmebol). 
Allí también se presentan objetos históricos pertenecientes a las selecciones uruguayas ganadoras de las Copas del Mundo (1930 y 1950) y a las campeonas de los Juegos Olímpicos en París (1924) y Ámsterdam (1928), además de objetos que fueron utilizados por los capitanes de las dos selecciones campeonas del mundo: José Nasazzi y Obdulio Varela. Entre ellos se exhiben trofeos, indumentaria y banderas. 
Su planta baja alberga una sala auditorio donde se proyectan imágenes de la construcción del Estadio Centenario, de la actuación futbolística de Uruguay en los Juegos Olímpicos de 1928 y del primer campeonato del mundo.  En el hall de entrada se realizan exposiciones temporales.
El museo cuenta con visita guiada y atención al público multilingüe: español, inglés, portugués y francés.